# Combinado nórdico na Universíada de Inverno de 2015
As competições do combinado nórdico na Universíada de Inverno de 2015 estão sendo disputadas no Centro de Esportes Nórdicos de Štrbské Pleso entre 26 e 31 de janeiro de 2015.

## Eventos
| Evento                                 | Ouro                                                   | Ouro    | Prata                                                   | Prata   | Bronze                                               | Bronze  |
| -------------------------------------- | ------------------------------------------------------ | ------- | ------------------------------------------------------- | ------- | ---------------------------------------------------- | ------- |
| Largada Individual Resultados          | Adam Cieślar · Polónia                                 | 26:18.3 | David Welde · Alemanha                                  | 26:18.3 | Szczepan Kupczak · Polónia                           | 26:55.8 |
| Largada em massa Resultados            | Adam Cieślar · Polónia                                 | 216.9   | David Welde · Alemanha                                  | 210.3   | Mateusz Wantulok · Polónia                           | 208.4   |
| KM 90 + Revezamento 3 X 5km Resultados | Johannes Wasel · Tobias Simon · David Welde · Alemanha | 42:33.2 | Go Yamamoto · Aguri Shimizu · Takehiro Watanabe · Japão | 42:43.3 | Samir Mastiev · Niyaz Nabeev · Ernest Yahin · Rússia | 43:01   |

## Quadro de medalhas
| Ordem | País         | Medalha de ouro | Medalha de prata | Medalha de bronze |   |
| ----- | ------------ | --------------- | ---------------- | ----------------- | - |
| 1     | POL Polônia  | 2               |                  | 2                 | 4 |
| 2     | GER Alemanha | 1               | 2                |                   | 3 |
| 3     | JPN Japão    |                 | 1                |                   | 1 |
| 4     | RUS Rússia   |                 |                  | 1                 | 1 |
| TOTAL | TOTAL        | 3               | 3                | 3                 | 9 |